# Turquia
Turquia (en turc: Türkiye), oficialment la República de Turquia (en turc: Türkiye Cumhuriyeti), és un estat eurasiàtic que ocupa la península d'Anatòlia al sud-oest d'Àsia, així com Tràcia als Balcans, regió del sud-est d'Europa. Turquia té frontera amb vuit estats: Bulgària al nord-oest, Grècia a l'oest, Geòrgia al nord-est, Armènia, Azerbaidjan i l'Iran a l'est, i Iraq i Síria al sud-est. Les fronteres marítimes són el mar Mediterrani al sud, el mar Egeu a l'oest i la mar Negra al nord. El mar de Màrmara i els estrets turcs separen Anatòlia de Tràcia, que delimiten les fronteres entre Àsia i Europa; per tant, Turquia és un estat transcontinental.
Atesa la seva localització estratègica entre dos continents, la cultura de Turquia és una mescla única de les tradicions orientals i occidentals. Hi van existir diverses entitats polítiques des de l'edat antiga. Les tribus turques van envair el territori el segle xi. L'Imperi Otomà va començar a expandir-se a partir del segle xiv. En l'actualitat, Turquia és una república constitucional, unitària, democràtica i secular, conformada després de la caiguda de l'Imperi Otomà en la Primera Guerra Mundial. Des d'aleshores, Turquia s'ha integrat cada vegada més amb Occident i és membre de diverses organitzacions com ara el Consell d'Europa (1949), l'OTAN (1952), l'OCDE (1961), l'OSCE (1973) i el G20 (1999). Va començar les negociacions per convertir-se en membre ple de la Unió Europea el 2005, tot i que n'ha estat membre associat des de 1995. És classificada, segons algunes organitzacions, com a país desenvolupat, i com a potència regional.

## Toponímia
Des de la conquesta de l'Imperi Romà d'Orient pels turcs, la regió va ser coneguda com a Imperi Otomà. A partir de la proclamació de la república, el país es coneix com a Turquia. El nom de Turquia, Türkiye, en turc, es divideix en dues paraules: türk, que significa 'fort' en l'antic turc, i que feia referència als habitants de Turquia o als membres d'algun dels pobles turcs, una forma tardana de Tu-kin, nom donat pels xinesos als pobles que vivien al sud del massís de l'Altai de l'Àsia central, possiblement des del 177 aC, i el sufix abstracte –iye (derivat del sufix àrab –iyya, i alhora associat al sufix llatí medieval –ia en el nom Turchia, i del sufix del grec medieval –ία en Τουρκία), que significa 'propietari' o 'relacionat amb'. La primera vegada que s'utilitzà el terme Türk o Türük com a autònim fou en les inscripcions d'Orkhon dels göktürks de l'Àsia central, al voltant del segle viii dC. La paraula catalana Turquia es deriva directament del llatí medieval Turquia.

## Geografia física
Turquia és un estat transcontinental d'Euràsia. La Turquia asiàtica, que correspon a la península d'Anatòlia, que inclou el 97% de la superfície del país, està separada de la Turquia europea pel Bòsfor, el mar de Màrmara i els Dardanels, els quals, de forma conjunta, són l'enllaç marítim entre la mar Negra i el mar Mediterrani. La Turquia europea, que correspon a la Tràcia i la Rumèlia orientals a la península Balcànica, només representa el 3% de la superfície total de l'estat. El territori de Turquia té més de 1.600 km de longitud, d'est a oest, i 800 km de nord a sud. La superfície de Turquia, incloent-hi els llacs, és de 783.562 km², dels quals només 23.764 km² són a Europa. Turquia és el 37è estat més gran del món, amb una superfície similar a la suma de les superfícies del Regne Unit i de França.

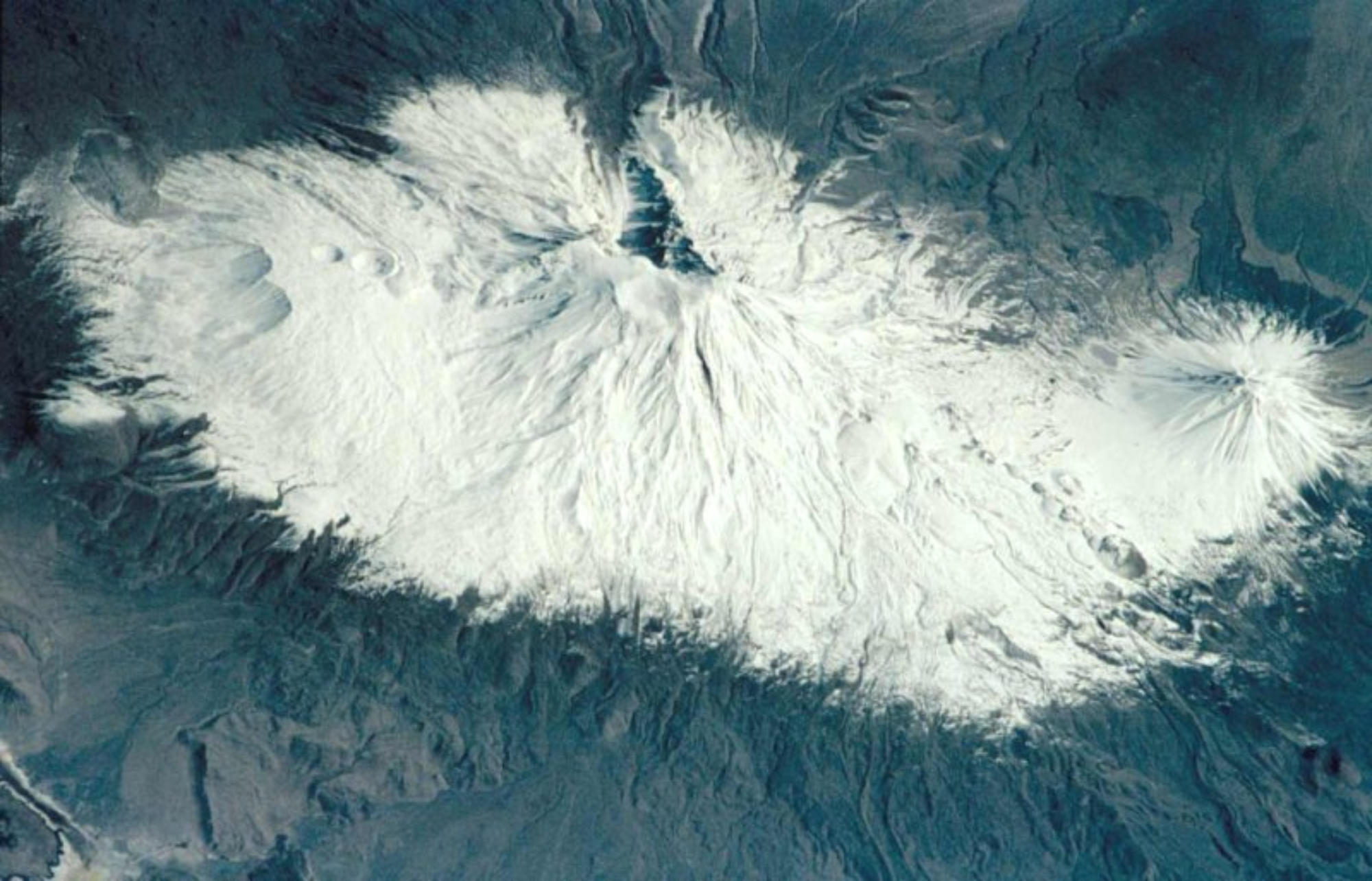
El mont Ararat

La Turquia europea, al nord-oest, conforma la Tràcia oriental, i té fronteres amb Grècia i Bulgària. La Turquia asiàtica, Anatòlia —també coneguda com a l'Àsia Menor—, està formada per un altiplà central amb planes costaneres estretes, entre el Köroğlu i la serralada de l'orient del mar Negre al nord, cap a les muntanyes del Taure, al sud. L'est del país és més muntanyós, i és l'origen de diversos rius que s'estenen per l'Orient Mitjà, com ara l'Eufrates i el Tigris. S'hi troben el llac Van i el mont Ararat, l'elevació màxima de l'estat, amb 5.165 msnm.
El relleu variat de Turquia és el producte de diversos moviments terrestres complexos que han format la regió al llarg de molts mil·lennis i que encara produeixen terratrèmols i erupcions volcàniques. El Bòsfor i els Dardanels es formaren gràcies a les falles geològiques que creuen Turquia i que permeteren la creació del mar Negre. Hi ha una falla geològica que creua el nord del país, d'oest cap a l'est, que causà el terratrèmol de 1999.

## Clima
Les àrees costaneres mediterrànies de Turquia tenen un clima mediterrani, amb estius secs, i hiverns humits moderats. Les condicions són més extremes a l'interior àrid. Les muntanyes a prop de la costa impedeixen que les influències mediterrànies s'estenguin al centre i, per tant, l'altiplà de l'Anatòlia central té un clima continental, amb hiverns més severs. La precipitació mitjana és de 400 mil·límetres, amb diferències regionals que depenen de l'altitud. Les regions més seques són la plana de Konya i la de Malatya.

## Política i govern

### Institucions de govern

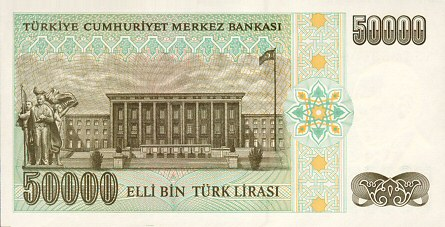
Edifici de la Gran Assemblea en un bitllet de 50.000 lires turques

Turquia és una democràcia representativa parlamentària organitzada com a estat unitari centralitzat. Des de la seva fundació com a república el 1923, Turquia ha desenvolupat una forta tradició de secularització. La constitució de Turquia estableix l'estructura legal del país.
El cap d'estat és el president de la República, el paper del qual és sobretot cerimonial. El president és elegit per un període de cinc anys en eleccions directes. El poder executiu és ocupat i exercit pel primer ministre i el Consell de ministres, que integren el govern. El primer ministre és elegit pel parlament per mitjà d'un vot de confiança al seu govern i, generalment, és el cap del partit amb més escons al parlament. Ni el primer ministre ni els ministres del Consell han de ser membres del parlament, però en la majoria dels casos sí que n'han estat membres.
El poder legislatiu és ocupat pel parlament unicameral, la Gran Assemblea Nacional, integrada per 550 membres electes per un mandat de quatre anys segons el mètode de representació proporcional a les 85 circumscripcions o districtes electorals en què està dividit l'estat, i que representen les 81 províncies de Turquia. Istanbul es divideix en tres circumscripcions electorals i Ankara i Esmirna en dues, ateses llurs poblacions. Per tal d'evitar una fragmentació política en què cap partit tingui la capacitat de formar el govern, només els partits que hagin aconseguit com a mínim el 10% dels vots en les eleccions parlamentàries nacionals tenen el dret a representació al parlament. En les eleccions del 2011, van obtenir representació parlamentària un total de tres partits polítics, més 36 diputats independents. No obstant això, els partits poden acordar aliances amb d'altres; en separar els partits aliats, de fet, set partits polítics hi van ser representats el 2007. També es permeten les candidatures independents, però han d'aconseguir també almenys el 10% dels vots de llurs circumscripcions per tal de ser elegides.
La judicatura és independent dels poders executiu i legislatiu. La Cort Constitucional té l'encàrrec d'avaluar la conformitat de les lleis i decrets aprovats pel parlament amb la constitució. El Consell d'estat és el tribunal d'última instància per als casos administratius, i l'Alt Tribunal d'Apel·lacions per a tots els altres casos.
El sufragi universal per a homes i dones ha estat en vigor des de 1933, i tots els ciutadans turcs en complir 18 anys tenen el dret al vot. El 2004, hi havia cinquanta partits polítics registrats al país, que abasten tot l'espectre polític. La Cort Constitucional pot cancel·lar el finançament públic dels partits polítics que consideri antiseculars i independentistes, o fins i tot pot negar-los el registre.

### Afers exteriors
En concordança amb la seva orientació tradicional cap a Occident, les relacions amb Europa han estat un tema central de política exterior de Turquia. Turquia va ser membre fundador del Consell d'Europa el 1949, membre de l'OTAN (1952), va sol·licitar admissió com a membre associat de la Comunitat Econòmica Europea (CEE), predecessora de la Unió Europea, el 1959, la qual va ser conferida el 1963. Després de diverses dècades de negociacions polítiques, Turquia va sol·licitar admissió com a membre de ple dret a la CEE el 1987. El 1992, va esdevenir membre associat de la Unió d'Europa occidental i el 1995 va acordar una unió duanera amb la Unió Europa. El 2005, va començar oficialment les negociacions formals per a ser admesa com a membre de la Unió Europea. S'estima que la seva admissió pot trigar 15 anys a realitzar-se atesa la grandària de Turquia i els diversos desacords en molts temes, com ara les disputes amb la República de Xipre —en l'actualitat membre de la Unió Europea— quant a la intervenció militar turca el 1974, amb la intenció de prevenir l'annexió de l'illa a Grècia. Des d'aleshores, Turquia no reconeix la república xipriota, essencialment grega, com a única autoritat sobre l'illa, ans dona el seu suport a la comunitat xipriota turca que ha format la República Turca del Nord de Xipre de facto.
Un altre aspecte important en les relacions exteriors de Turquia han estat les seves relacions amb els Estats Units. Davant l'amenaça comuna de la Unió Soviètica, Turquia es va unir a l'OTAN, el 1952, assegurant així les relacions properes bilaterals amb Washington durant la Guerra freda. En l'actualitat, amb la desaparició de la Unió Soviètica, la importància geoestratègica de Turquia és deguda a la seva proximitat a l'Orient Mitjà. A Turquia es troba una base aèria militar de l'OTAN, a prop de la frontera amb Síria i Iraq, que ha estat utilitzada pels Estats Units en les seves operacions regionals. La democràcia secular de Turquia i les relacions positives que manté amb Israel-Palestina, l'han fet un aliat estratègic per als Estats Units. Els Estats Units, per la seva banda, li han donat suport econòmic i diplomàtic, incloent-hi els temes estratègics, com ara la seva possible admissió a la Unió Europea.
La independència dels estats turcs de la Unió Soviètica, amb els quals Turquia comparteix una herència cultural i lingüística, li han permès estendre les seves relacions polítiques i econòmiques a l'Àsia central. Un dels assoliments d'aquestes relacions va ser la construcció d'un oleoducte des de Bakú, Azerbaidjan, cap al port de Ceyhan, Turquia. Aquest oleoducte forma part de l'estratègia política de Turquia per convertir-se en un conducte d'energia per a Occident. Tot i així, la frontera turca amb Armènia, un estat del Caucas, està tancada, atesa l'ocupació del territori d'Àzeri durant la Guerra de l'Alt Karabagh. Les relacions amb Armènia han estat delicades, a causa de les deportacions forçades d'armenis i les massacres que se'n van derivar durant els últims dies de l'Imperi Otomà, les quals han estat reconegudes per diversos països i historiadors com el genocidi armeni. Turquia rebutja el terme genocidi, tot i reconèixer que hi va haver moltes morts, però afirma que aquestes es van produir a conseqüència de les malalties, les fams i les lluites ètniques internes.

### Divisions administratives

Províncies i regions de Turquia

La capital de Turquia és Ankara. El territori de Turquia se subdivideix en 81 províncies (singular il, plural iller), que s'agrupen en set regions per als censos, tot i que aquestes no tenen cap estructura administrativa. Cada província, al seu torn, se subdivideix en districtes; en total n'hi ha 923. Les províncies tenen el mateix nom que llurs capitals, les quals són conegudes com a «districtes centrals», llevat de les províncies d'Hatay (capital: Antakya), Kocaeli (capital: İzmit) i Sakarya (capital: Adapazari). La ciutat més gran i l'antiga capital és Istanbul, que encara és el centre econòmic i cultural del país.
Les províncies més poblades de Turquia són:
- İstanbul - 12.573.836
- Ankara - 4.466.756
- Esmirna - 3.739.353
- Bursa - 2.439.876
- Adana - 2.006.650
- Konya - 1.959.082
- Antalya - 1.789.295
- Mersin - 1.595.938
- Gaziantep - 1.560.023
- Şanlıurfa - 1.523.099
- Diyarbakır - 1.460.714
- Kocaeli - 1.437.926
- Hatay - 1.386.224
- Manisa - 1.319.920
- Samsun - 1.228.959

## Economia

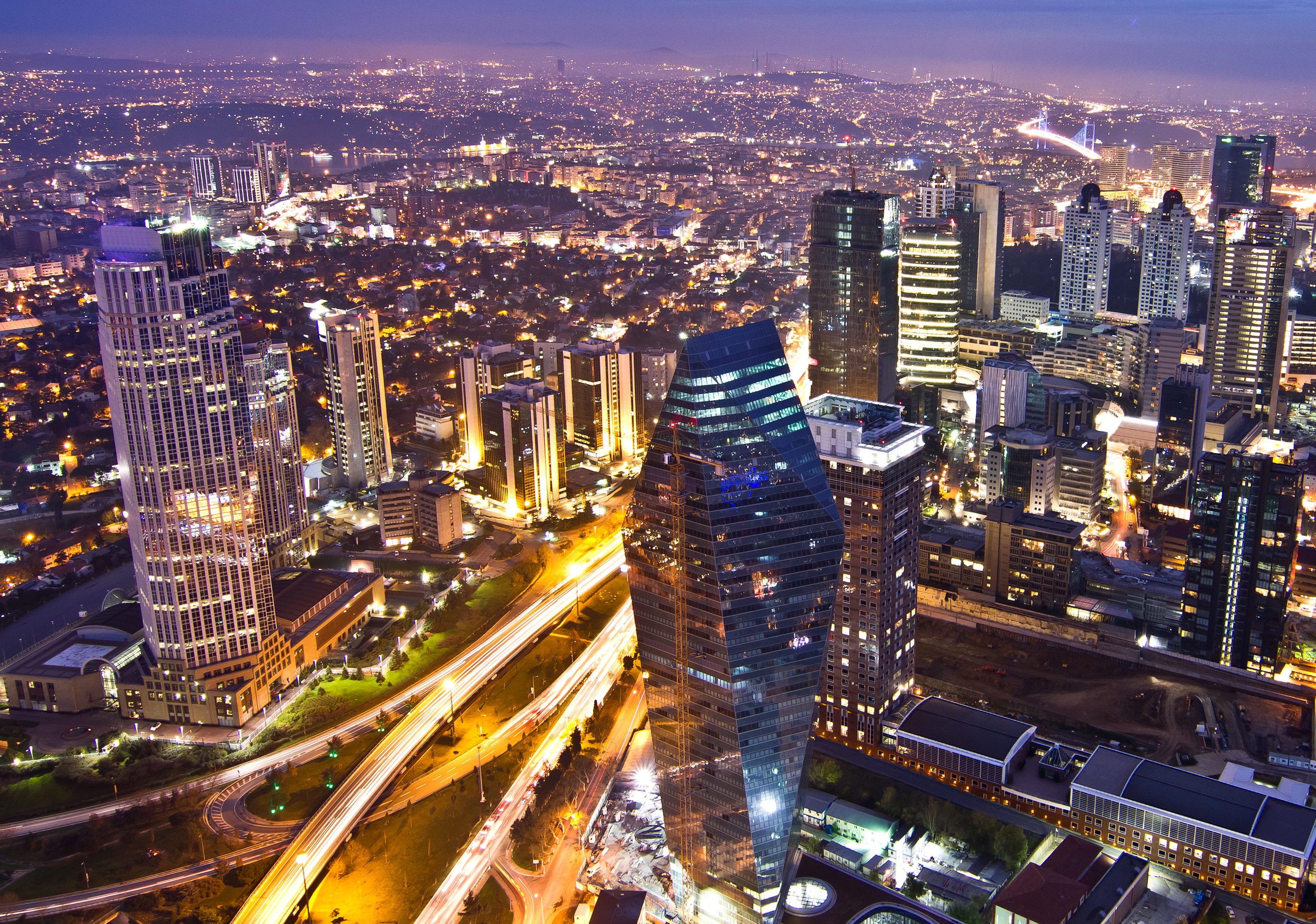
Levent

L'economia dinàmica de Turquia és una barreja complexa d'indústria moderna i agricultura tradicional, conservant aquesta última un 40% d'ocupació cap a l'any 2001. Té un sector privat en estat de creixement ràpid i estable; no obstant això, l'estat juga encara un rol bàsic en la indústria, activitats bancàries, transport i comunicacions. La indústria més important de Turquia i el seu principal producte d'exportació són les seves teles i robes, encara majoritàriament en mans privades.
Durant la major part del segle xx —des de la institució de la República—, les polítiques econòmiques de Turquia incloïen els controls governamentals estrictes sobre la participació del sector privat, el comerç exterior i la inversió estrangera directa. No obstant això, des de la dècada de 1980, Turquia va començar a implementar reformes de liberalització econòmica, iniciades pel primer ministre Turgut Özal, amb la intenció de crear una economia de mercat. Les reformes van propiciar un creixement ràpid de l'economia, amb dues greus recessions, el 1994, el 1999 (després del terratrèmol del mateix any) i el 2001. El creixement mitjà del producte interior brut anual entre 1981 i el 2003 va ser del 4%. Segons un report de l'OCDE, mancant reformes addicionals, a més del creixent dèficit del sector públic i la corrupció han tingut com a resultat una alta inflació, un sector bancari debilitat i volatilitat macroeconòmica. Des de la crisi econòmica del 2001 i les reformes del ministre de finances Kemal Derviş, la inflació s'ha reduït a un dígit, i hi ha hagut un augment en la inversió estrangera. El Fons Monetari Internacional (FMI) ha pronosticat una inflació del 6% per al 2008. El creixement mitjà del PIB del 2002 al 2007 va ser del 7,4%, una de les economies de més ràpid creixement d'Europa i del món.
El 2007, la producció del sector agrícola representava el 8,9% del PIB, la del sector industrial el 30,8% i la del sector dels serveis el 59,3%. El sector del turisme s'ha beneficiat d'un ràpid creixement durant els últims vint anys, i constitueix una part important de l'economia. El 2007, 27 milions de persones van visitar Turquia, amb una despesa total de 18.500 milions de dòlars. Altres sectors importants són el sector bancari, la construcció, la indústria de l'automòbil, els aparells electrònics, la indústria tèxtil i la indústria petroquímica. Turquia és el sisè productor d'automòbils d'Europa.
A causa de la inflació crònica, l'1 de gener del 2005 el govern va emetre una nova moneda, la nova lira turca (YTL), que va reemplaçar l'antiga lira turca (TL) a raó d'1 YTL per 1.000.000 TL. L'1 de gener del 2009 la nova lira turca va reprendre el nom tradicional de lira turca.
L'economia turca és considerada com una de les noves economies emergents al món, amb un conjunt de països agrupats amb el nom de CIVETS.

## Geografia humana i societat

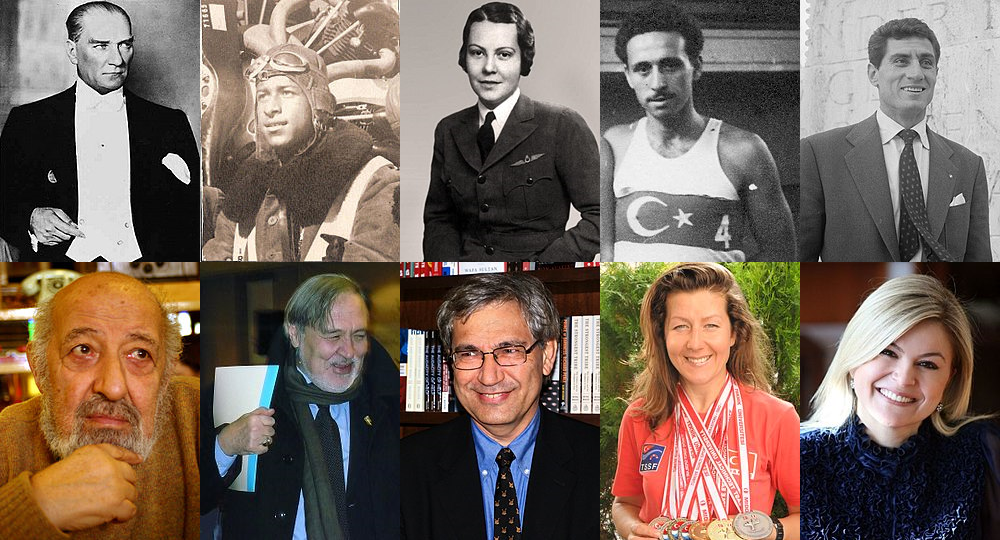
Poble turc

### Demografia i dinàmica de població
La població de Turquia el 2011 s'estimava en 78.785.548, dels quals 39.708.547 són homes i 39.077.001 dones i la taxa de creixement poblacional de l'1,04% anual. La densitat de població és de 92 habitants per quilòmetre quadrat, variant d'11 a 2.240 entre les províncies de Turquia. La població urbana és el 70,5 del total. La meitat de la població turca és menor dels 28 anys. Segons la piràmide de població, el 26,4% dels turcs tenien entre 0 i 14 anys el 2007, el 66,5% entre 15 i 64, i el 7,1% més de 65. Segons les estadístiques governamentals, el 2005 l'esperança de vida era de 68,9 anys per als homes i 73,8 per a les dones, amb una mitjana de 71,3. L'educació a Turquia és obligatòria i gratuïta entre els 6 i els 15 anys. La taxa d'alfabetisme és de 95,3% per als homes i 79,6% per a les dones, amb una mitjana del 87,4%. La diferència entre les taxes es deu a les actituds feudals en les àrees rurals del país, en especial al sud-est.

#### Distribució de la població per edat i gènere
| Homes | Dones |

|  |  |

|  |  |

|  |  |

|  |  |

|  |  |

|  |  |

|  |  |

|  |  |

|  |  |

|  |  |

|  |  |

|  |  |

|  |  |

|  |  |

|  |  |

|  |  |

A causa de la demanda de mà d'obra a l'Europa de la postguerra, molts ciutadans turcs van emigrar a l'Europa occidental, en especial a Alemanya occidental. Per altra banda, la caiguda del mur de Berlín va permetre la immigració estrangera a Turquia, en especial de les antigues repúbliques soviètiques i altres estats musulmans. La taxa neta de migració és nul·la.

### Etnografia
L'article 66è de la constitució de Turquia defineix turc com a qualsevol persona de l'estat turc amb ciutadania; per tant, el terme legal turc difereix de la definició ètnica. La majoria de la població turca és ètnicament turca; altres grups ètnics són els kurds, els circassians, els zazes, els gitanos, els àrabs i les tres minories reconegudes oficialment (a partir del tractat de Lausana): els grecs, els armenis i els jueus. Les minories, llevat de les tres oficials, no gaudeixen de cap privilegi especial com a grup; l'assimilació cultural de les minories és notable. Tot i que no hi ha dades exactes quant a la composició ètnica de l'estat —els censos oficials no n'hi inclouen cap—, s'estima que a prop del 80% de la població és ètnicament turca, i que gairebé el 20% són kurds, els quals habiten a l'Anatòlia oriental i són majoria en diverses províncies, com ara Ağrı, Bitlis, Bingöl, Diyarbakır, Hakkari, Mardin, Muş, Siirt, Şanlıurfa, i Van.

### Llengua
El turc és l'única llengua oficial en tot l'estat, una de les llengües oficials de Xipre, i és reconeguda com a llengua regional al districte de Prizren de Kosovo, i una de les llengües oficials en diversos municipis de República de Macedònia del Nord, estat en què els turcs són gairebé el 4% de la població total.
El turc d'Istanbul és la llengua estàndard oficial de Turquia. Hi existeixen, tanmateix, diversos dialectes, tot i la influència de l'estàndard utilitzat en els mitjans de comunicació i en el sistema educatiu des de 1930. No hi ha cap xifra oficial quant als usos lingüístics de la població turca, ja que els censos no en recullen cap informació, de llengua, ni d'etnicitat o afiliació religiosa. Tot i així, la Corporació Turca de Ràdio i Televisió, empresa pública, emet programes en diverses llengües locals i dialectes de l'àrab, bosnià, circassià, kurd i zazaki.

### Religió

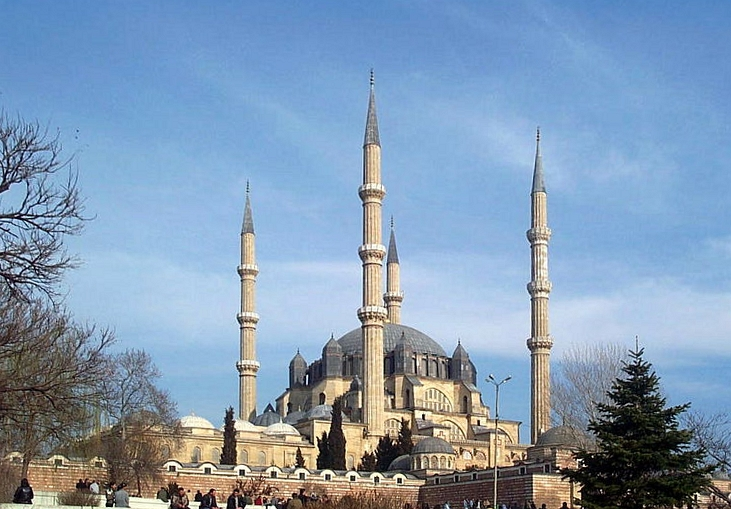
La mesquita de Selimiye, una de les mesquites més reconegudes de Turquia

L'islam és la religió més practicada a Turquia; nominalment el 99% dels turcs són musulmans, dels quals més del 75% pertanyen a la branca sunnita de l'islam. Una minoria considerable, de més del 20% de la població musulmana, està afiliada a la secta xi'a alevi. Els bektaixi pertanyen a un orde sufí de l'islam que és originari de Turquia, que té molts seguidors a la península dels Balcans. L'escola de l'hanefisme de l'islam sunnita és organitzada per l'estat, per mitjà del Departament d'Afers Religiosos, que controla les mesquites i el clergat. La resta de la població professa el cristianisme, en especial les denominacions ortodoxa grega, apostòlica armènia, catòlica, ortodoxa síria i la protestant, així com el judaisme (sefardita i asquenazita).
Turquia és un estat secular sense cap religió oficial. Té una llarga i forta tradició secular, des de les esmenes de 1928 a la constitució, seguint essencialment el model francès de laïcitat, en què l'estat supervisa activament les pràctiques religioses. La constitució atorga la llibertat religiosa a tots els individus; les comunitats religioses es troben sota la protecció de l'estat i no poden involucrar-se en el procés polític (com ara formar un partit religiós), ni poden establir escoles religioses. La llei turca prohibeix l'ús del hijab (el vel islàmic) als edificis de govern, a les escoles i a les universitats. La llei va rebre el suport de la Cort Europea dels Drets Humans, com a "legítima", en un cas presentat per Leyla Şahin en contra del govern, el 10 de novembre, 2005. L'exèrcit ha assumit el paper de vigilant de la laïcitat de la política turca, la qual consideren un dels principis de fundació de l'estat, i ha intervingut en nombroses ocasions en la política per assegurar-la.

## Cultura

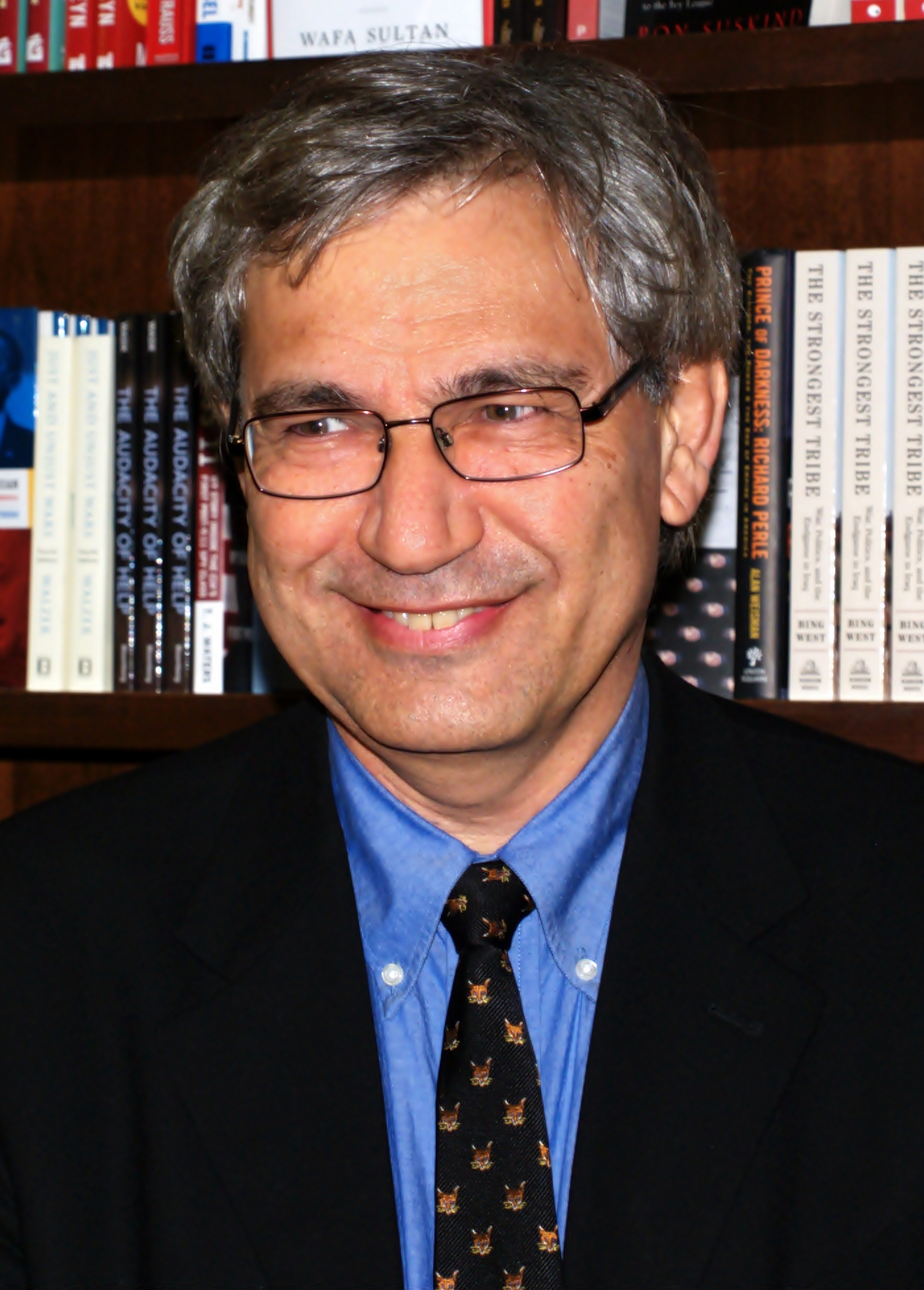
Orhan Pamuk és un dels novel·listes turcs contemporanis més importants, guanyador del Premi Nobel de Literatura de l'any 2006

Turquia té una cultura molt diversa, que és una barreja de diversos elements oğuz, anatòlics, otomans (que era en si mateix una continuació de les cultures grecoromana i islàmica) i la cultura occidental i les tradicions, que es va iniciar amb l'occidentalització de l'Imperi Otomà i continua fins avui. Aquesta barreja originàriament va començar com a resultat de la trobada dels turcs i la seva cultura amb les dels pobles que es trobaven en el seu camí durant la seva migració des de l'Àsia central a Occident.
A l'reeixida transformació de Turquia, des de l'antic Imperi Otomà, basat en la religió, en un estat nació modern, amb una separació molt forta entre estat i religió, li seguí un fort creixement en les formes d'expressió artística. Durant els primers anys de la república, el govern va invertir una gran quantitat de recursos en art, com ara museus, teatres, òperes i arquitectura. Diversos factors històrics tenen un paper important en la definició de la identitat turca moderna. La cultura turca és un producte dels esforços per ser un estat "modern" occidental, mentre es mantenen els valors religiosos tradicionals i històrics.

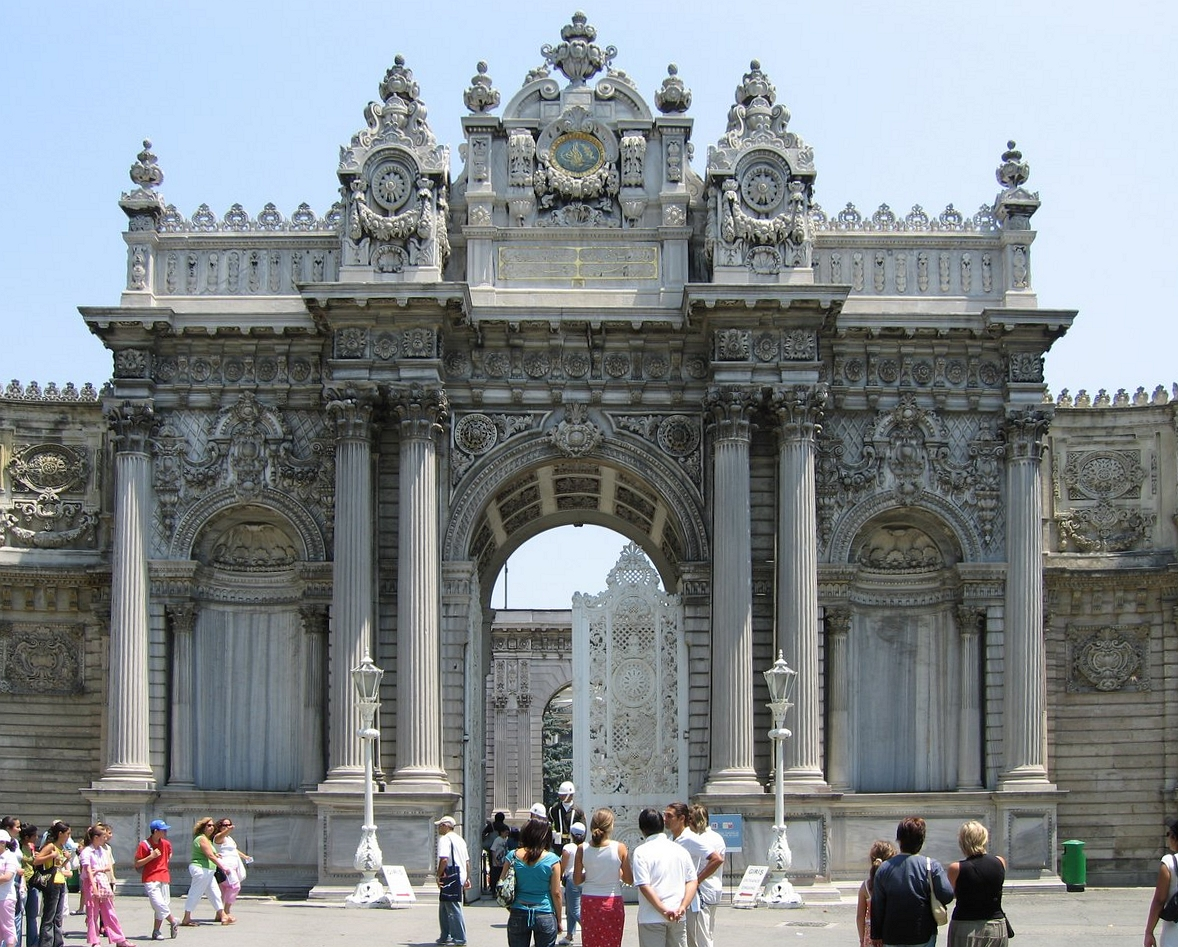
Una de les entrades principals del palau de Dolmabahçe a Istanbul

La música i la literatura turques són molt bons exemples d'aquesta mena de barreja d'influències culturals, que van ser el resultat de la interacció entre l'Imperi Otomà i el món islàmic, juntament amb Europa, que per tant van contribuir a una barreja de tradicions turques, islàmiques i europees en la moderna música i literatura turques. La literatura turca va ser fortament influïda per les literatures persa i àrab durant la major part de l'època otomana, tot i que, cap al final de l'Imperi Otomà, especialment després del període de la Tanzimat, l'efecte del folklore turc i les tradicions literàries europees es deixà sentir cada cop més. La barreja d'influències culturals és dramatitzada, per exemple, en la forma dels «nous símbols del xoc i l'entrellaçament de cultures», que es veu reflectida en les obres d'Orhan Pamuk, guanyador, el 2006, del Premi Nobel de Literatura. Segons els investigadors d'opinió pública de Konda, el 70% dels ciutadans turcs mai no llegeixen llibres.
Els elements arquitectònics que es troben a Turquia són també testimonis de la barreja única de tradicions que han influït en la regió durant segles. A més dels tradicionals elements romans d'Orient presents en nombroses parts de Turquia, en tot l'estat, així com en molts antics territoris de l'Imperi Otomà, trobem molts elements de la tardana arquitectura otomana, amb la seva exquisida barreja de tradicions locals i islàmiques. Mimar Sinan és àmpliament considerat com el més gran arquitecte de l'època clàssica de l'arquitectura otomana. Des del segle xviii, l'arquitectura turca ha estat cada vegada més influenciada pels estils occidentals, i això es pot veure particularment a Istanbul, on els edificis com el palau de Dolmabahçe i el palau de Çırağan es juxtaposen al costat de nombrosos gratacels moderns, tots aquests en representació de diferents tradicions.

### Esports
L'esport més popular a Turquia és el futbol. Entre els millors equips de Turquia podem citar el Galatasaray SK, Fenerbahçe SK, Trabzonspor i el Beşiktaş JK. L'any 2000, el Galatasaray fonamentà el seu rol de major club europeu, en guanyar la Lliga Europa de la UEFA i la Supercopa d'Europa de futbol. Dos anys més tard, la selecció Nacional de Turquia va acabar tercera en el mundial de futbol del 2002, mentre que el 2008, l'equip nacional aconseguí arribar a les semifinals de l'Eurocopa. L'Atatürk Olimpiyat Stadyumu a Istanbul va ser la seu de la final de la Lliga de Campions de la UEFA 2004-05 mentre que el Şükrü Saracoğlu Stadyumu a Istanbul va ser la seu de la final de la Copa de la UEFA 2008-2009.
El basquetbol i el voleibol també són esports populars. Turquia va ser la seu de les finals de l'EuroBasket 2001 i del Campionat del Món de bàsquet masculí del 2010, i va aconseguir la segona plaça en ambdues ocasions; mentre l'Efes Pilsen SK guanyava la Copa Korać el 1996, acabava segon en la Copa Saporta de 1993, i arribava a la Final Four de l'Eurolliga i Suprolliga els anys 2000 i 2001. Basquetbolistes turcs com ara Mehmet Okur i Hidayet Türkoğlu han assolit també l'èxit a l'NBA. Els equips de voleibol femenins, com ara l'Eczacıbaşı, Vakıfbank Güneş Sigorta i Fenerbahçe Acıbadem, han aconseguit diversos títols de Campiones d'Europa i medalles.
L'esport nacional turc tradicional ha estat la yağlı güreş (lluita oliosa) des de temps dels otomans. Edirne ha estat la seu del torneig anual de lluita oliosa Kırkpınar des de 1361. Els estils de lluita internacional reconeguts per la Federació Internacional de Lluites Associades com ara la lluita lliure i la lluita grecoromana també són populars, i diversos esportistes turcs han aconseguit campionats d'Europa, medalles olímpiques o campionats del món, tant en modalitat individual com per equips.
L'halterofília ha estat un esport amb molt d'èxit per a Turquia. Els aixecadors turcs, tant homes com dones, han batut nombrosos rècords i han guanyat diversos campionats europeus, mundials i olímpics. Naim Suleymanoglu i Halil Mutlu han assolit un estatus llegendari com uns dels pocs aixecadors que han aconseguit guanyar tres medalles d'or en tres olimpíades diferents.
Els esports de motor també són populars a Turquia. El ral·li de Turquia va ser inclòs en el calendari de la FIA per al Campionat Mundial de Ral·lis en 2003, mentre la Fórmula 1 ha celebrat anualment la seva cursa al circuit de Turquia entre el 2005 i el 2011. Tanmateix, el Gran Premi de Turquia no ha estat inclòs al proper calendari del 2012. Altres importants esdeveniments tenen lloc també al circuit de carreres d'Istanbul Park, com ara el Gran Premi MotoGP de Turquia, el Campionat Mundial de Turismes de la FIA, les GP2 Series i les Le Mans Series. De tant en tant, Istanbul i Antalya han estat la seu de la competició turca del Campionat del Món d'F1 Powerboat; mentre que la Red Bull Air Race World Series, una competició aeronàutica, té lloc sobre el Corn d'Or a Istanbul. El surf, l'snowboard, l'skateboard, el vol en parapent i altres esports extrems han esdevingut més populars any rere any.

## Història

### Història preturca d'Anatòlia

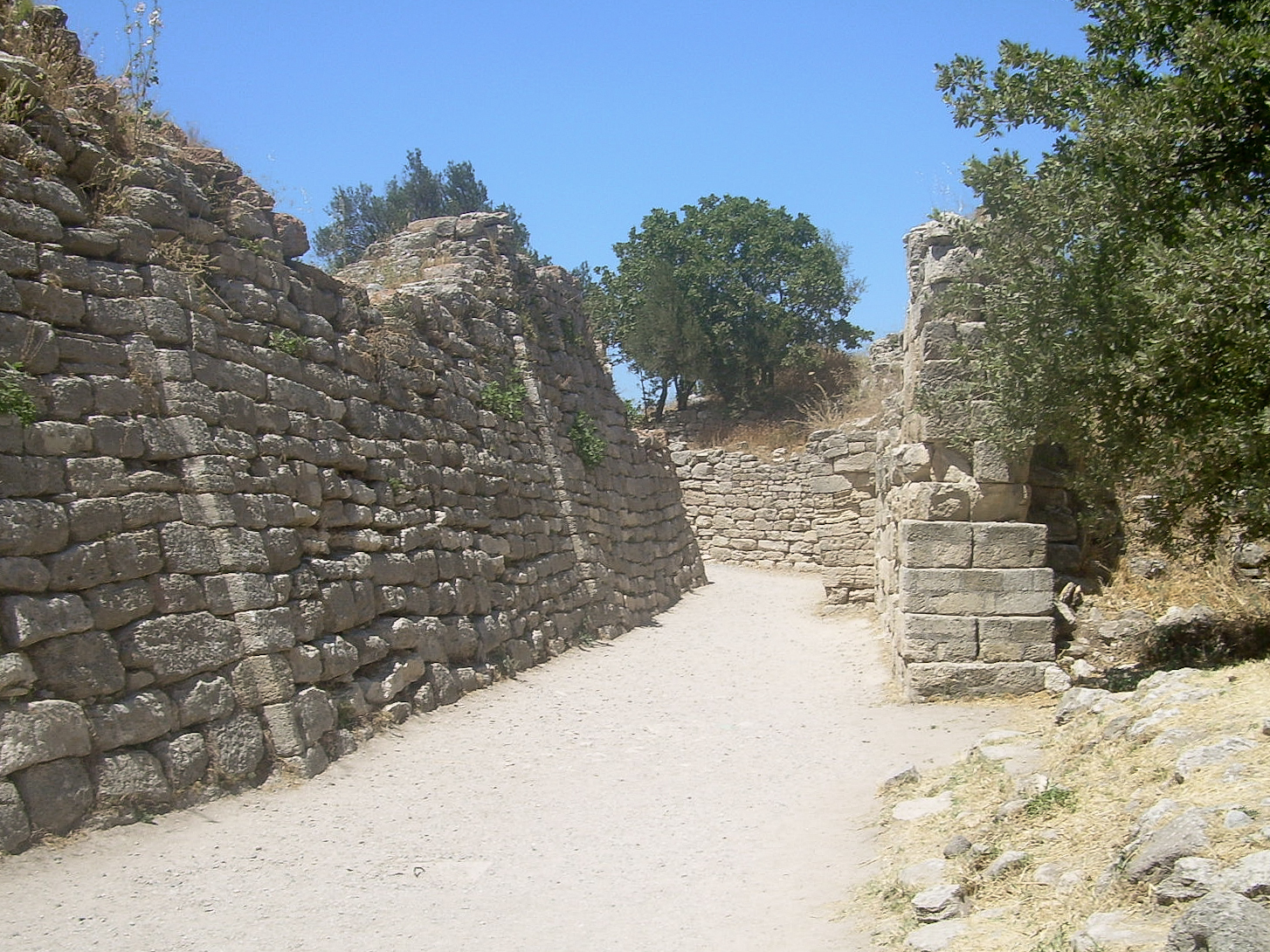
Muralles de la mítica ciutat de Troia

La península d'Anatòlia, també coneguda com l'Àsia Menor, ha estat una de les regions més habitades des de l'edat antiga, atesa la seva localització com a intersecció entre Àsia i Europa. Els assentaments neolítics de Çatalhöyük, Çayönü, Nevalı Çori, Hacilar, Göbekli Tepe, i Mersin, són dels més antics del món. L'assentament de Troia començà des del Neolític i continuà fins a l'edat del ferro. Segons els registres històrics, els habitants de la península han parlat llengües indoeuropees, semítiques i caucàsiques. De fet, atesa l'antiguitat de la llengua hitita i la llengua luvita, ambdues indoeuropees, alguns lingüistes han proposat que Anatòlia podria ser el centre hipotètic des del qual s'estendrien totes les llengües d'aquesta família.
El primer imperi més important de l'àrea fou el dels hitites, del segle xviii al segle xiii aC. Després, s'hi establí el Regne de Frígia, un poble també indoeuropeu, fins que fou destruït pels cimmeris el segle vii aC. Els successors més poderosos de Frígia foren els estats de Lídia, Cària i Lícia. Els lidis i els licis parlaven llengües fonamentalment indoeuropees, tot i que ambdues adquiriren elements no indoeuropeus abans dels períodes hitita i hel·lènic.
Des del 1200 aC, la costa oriental d'Anatòlia fou habitada pels pobles grecs eolis i jònics. Tot el territori fou conquerit per l'Imperi Persa durant els segles VI i V aC, i després per Alexandre el Gran el 334 aC. Anatòlia fou posteriorment dividida en molts regnes hel·lènics petits, com ara Bitínia, Capadòcia, Pèrgam i Pontus, tots els quals sucumbiren a l'Imperi Romà el primer segle aC. El 324 dC, l'emperador romà Constantí I el Gran trià Bizanci per convertir-la en la nova capital de l'Imperi Romà, i la reanomenà com a Nova Roma (després Constantinoble i Istanbul). Després de la caiguda de l'Imperi Romà d'Occident, es convertí en la capital de l'Imperi Romà d'Orient.

### Els turcs i l'Imperi Otomà

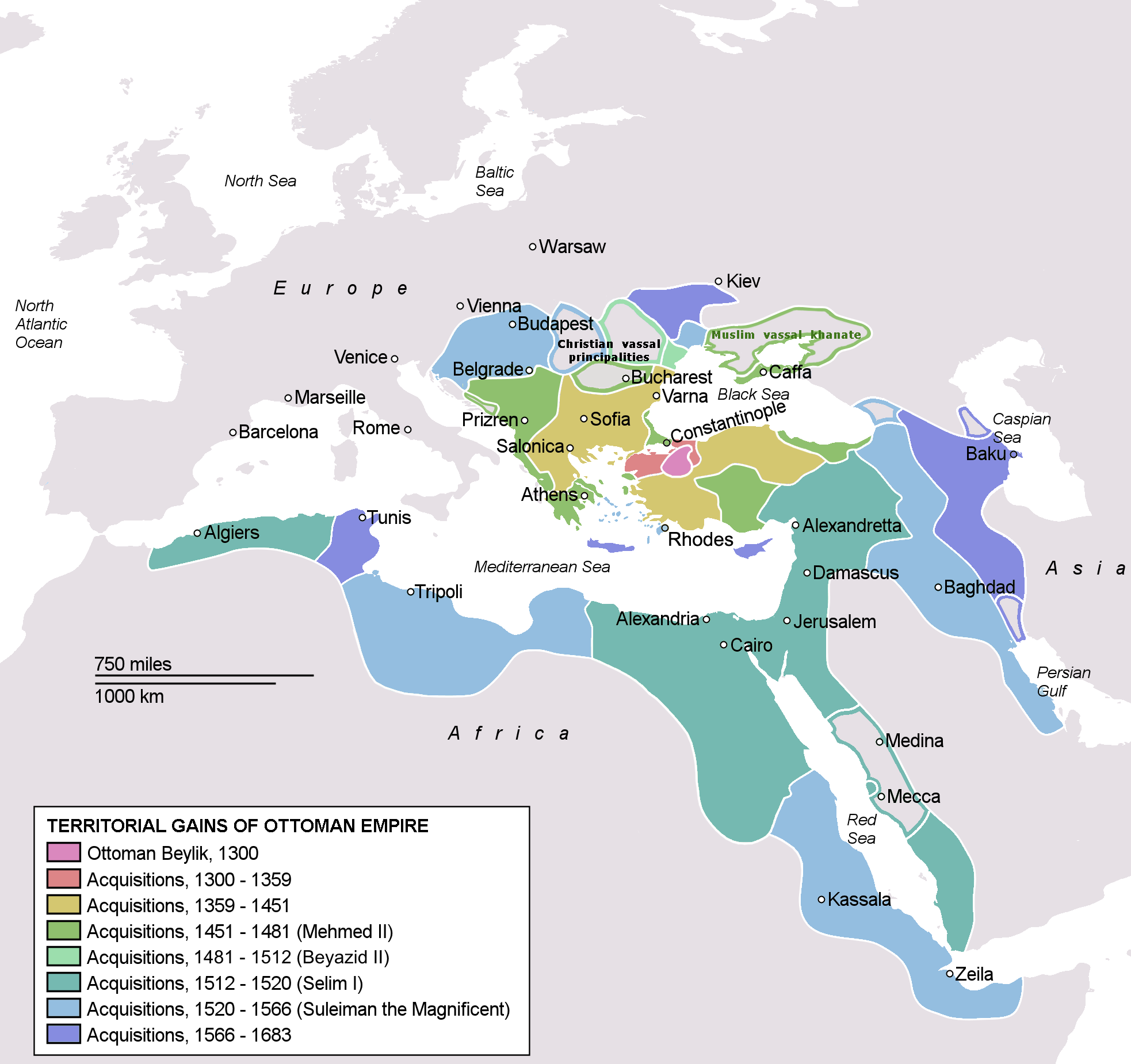
Màxima expansió de l'Imperi Otomà, el 1683

La Casa de Seljuq era un clan de la tribu Kınık que pertanyia a l'horda dels turcs oghuz i que al segle ix residien a les perifèries del món musulmà, al nord de la mar Càspia i del mar d'Aral al gran kan de la confederació d'Oğuz. En el segle x, els seljúcides començaren a emigrar de les seves llars ancestrals a les regions orientals d'Anatòlia, que amb el temps, es convertí en la nova llar de les tribus turques d'Oğuz, després de la batalla de Mantziciert el 1071. La victòria dels seljúcides creà el Soldanat de Rum, que es desenvolupà com a branca separada de l'Imperi Seljúcida, que abastava àmplies regions de l'Àsia central, l'Iran, Anatòlia i l'Orient Pròxim.
El 1243, els exèrcits seljúcides foren derrotats pels mongols i el poder de l'imperi es desintegrà lentament. La tribu dels Kayı, governada per Osman I, es convertí en la base de l'Imperi Otomà, ocupant així el buit que deixà el col·lapse del poder dels seljúcides i dels romans d'Orient. L'Imperi Otomà interaccionà amb les cultures orientals i occidentals durant la seva vida, de 623 anys. En els segles xvi i xvii, fou una de les entitats més poderoses del món, i es va confrontar al Sacre Imperi Romanogermànic a l'Europa Central, a les forces espanyoles i vènetes al mar Mediterrani, i fins i tot als portuguesos, en defendre el seu monopoli sobre les antigues rutes comercials marítimes entre l'Àsia oriental i l'Europa Occidental.
El 1876 es va constituir el primer parlament turc, el qual durà poc per la Guerra russo-turca (1877-1878). Entre el 1908 i el 1920, va operar el Parlament Otomà, clausurat per les forces britàniques per trobar-lo massa nacionalista. Com a reacció, les diverses forces nacionalistes turques van constituir la que seria la institució parlamentària més important de l'estat fins a l'actualitat: la Gran Assemblea Nacional Turca.
Després de molts anys de decaïment, l'Imperi Otomà entrà en la Primera Guerra Mundial en l'aliança otomanogermànica, el 1914, la qual fou derrotada el 1918. Després de la guerra, els aliats dividiren l'Imperi Otomà en el tractat de Sèvres.

### Etapa republicana

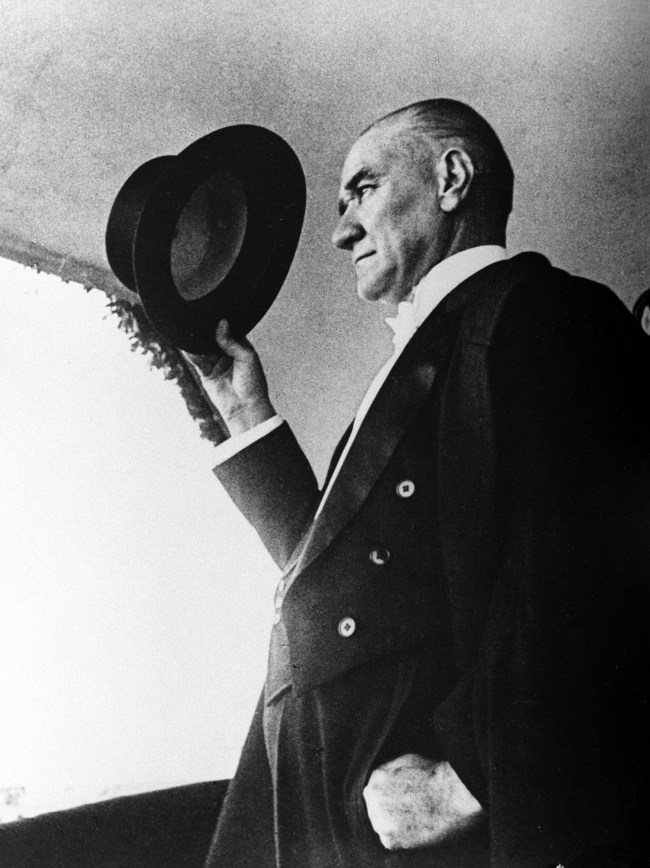
Kemal Atatürk és el fundador i primer president de la República Turca

L'ocupació d'Istambul i d'Esmirna per les forces aliades després de la Primera Guerra mundial provocà l'establiment del moviment nacional turc. Sota el lideratge del paixà Mustafa Kemal, prominent comandant militar durant la batalla de Gal·lípoli (1915), es lliurà la Guerra d'Independència turca, amb la intenció de revocar els termes del tractat de Sèvres. El 18 de setembre del 1922, els exèrcits ocupants foren expulsats i nasqué el nou estat turc. L'1 de novembre, la Gran Assemblea Nacional de Turquia abolí formalment el soldanat, acabant així els 623 anys del govern otomà. El tractat de Lausana de 1923 reconegué internacionalment la sobirania de la nova República de Turquia com a estat successor de l'Imperi Otomà; la república fou proclamada oficialment el 29 d'octubre, 1923, i Ankara es designà com a capital. Mustafa Kemal es convertí en el primer president de Turquia, i introduí les diverses reformes radicals amb la intenció de fundar una nova república secular dels romanents del passat otomà. Aquest període de la història turca es va caracteritzar per ser governat per un partit únic (entre el 1923 i 1946), car el partit polític guanyador de les eleccions va ocupar tots els escons. Segons la Llei dels noms familiars, el parlament turc atorgà a Mustafa Kemal el nom honorífic d'Atatürk, 'pare dels turcs', el 1934.
Turquia participà en la Segona Guerra Mundial amb els aliats, declarant la guerra a Alemanya dos mesos abans de la capitulació. Es va convertir en un dels 51 membres fundadors de les Nacions Unides el 1945. Les dificultats que es presentaren a Grècia, on se sufocà una rebel·lió comunista, i les demandes de la Unió Soviètica per instal·lar bases militars als estrets turcs, provocaren la declaració de la doctrina Truman el 1947, en què els Estats Units es comprometien a garantir la seguretat de Turquia i Grècia, i els proveïren de suport militar i econòmic.
Després de participar amb les forces de les Nacions Unides en la Guerra de Corea, Turquia s'uní a l'Organització del Tractat de l'Atlàntic Nord el 1952, amb la qual cosa impedí l'avançament soviètic cap a la Mediterrània. Després d'una dècada de violència intercomunal a l'illa de Xipre, i el cop militar grec del juliol de 1974, que deposà el president Macari, Turquia intervingué militarment a Xipre el 1974. Nou anys després, la República Turca del Nord de Xipre fou establerta, reconeguda només per Turquia.
Després de la fi del període de govern unipartidista el 1945, les tensions i la inestabilitat política caracteritzaren el període de multipartidisme fins a la dècada de 1990, amb quatre cops d'estat (1960, 1971, 1980 i 1997). El 1984, el Partit dels Treballadors del Kurdistan, que defensava la independència dels kurds, va començar una campanya d'insurgència contra el govern turc, reclamant fins a l'actualitat unes 40.000 vides; no obstant això, s'està desenvolupant un procés de pau. Des de la liberalització de l'economia turca durant els anys vuitanta, el país ha gaudit d'un gran creixement econòmic i d'una àmplia estabilitat política. El 2013, es van produir grans protestes en moltes províncies turques, provocades inicialment pel pla de demolir el parc Taksim Gezi, però que van acabar sent una protesta general contra el govern.
El 15 de juliol de 2016 es va produir una temptativa de cop d'estat militar contra el president Recep Tayyip Erdoğan que va ser sufocada a les poques hores gràcies a la mobilització popular que no va obeir el toc de queda decretat pels militars revoltats i va envair els carrers d'Ankara i Istanbul.